# Une aventure
Une aventure è un film del 2005 diretto da Xavier Giannoli con protagonisti Ludivine Sagnier e Nicolas Duvauchelle.

## Trama
Una voce narrante, quella di Cécile, ripercorre come il suo ragazzo Julien, che lavora fino a tardi in una videoteca parigina, abbia fatto la conoscenza di Gabrielle: incontratala una notte per strada, Julien viene incuriosito dal suo aspetto smunto ed assenza di scarpe, decidendo di seguirla fino a casa, non lontana dalla sua. Ossessionato da questa sconosciuta, inizia ad osservarla sempre più da vicino, fino a capire che è sonnambula, forse per fuggire inconsciamente da una quotidianità con un compagno violento. Rischiando tutto, compreso l'amore di Cécile per lui, Julien si immerge nella strana ma affascinante vita di Gabrielle, determinato a salvarla da quest'ultimo ma anche da se stessa, sperando in qualche modo di scongiurare la catastrofe che incombe su di lei.